# Proteste studentesche in Albania del 2018-2019
Le proteste studentesche in Albania del 2018-2019 sono state una serie di proteste di piazza, manifestazioni ed eventi di attivismo online organizzate dagli studenti delle università pubbliche da dicembre 2018 all'inizio del 2019 contro le elevate tasse universitarie.
Gli studenti di tutta l'Albania si sono mobilitati contro le iniziative del governo albanese per aumentare il costo dell'istruzione universitaria, introducendo nuove tasse per gli esami. La tassa si aggiunge alle tasse universitarie fortemente aumentate, che non hanno portato ad alcun miglioramento dell'istruzione pubblica.

## Proteste

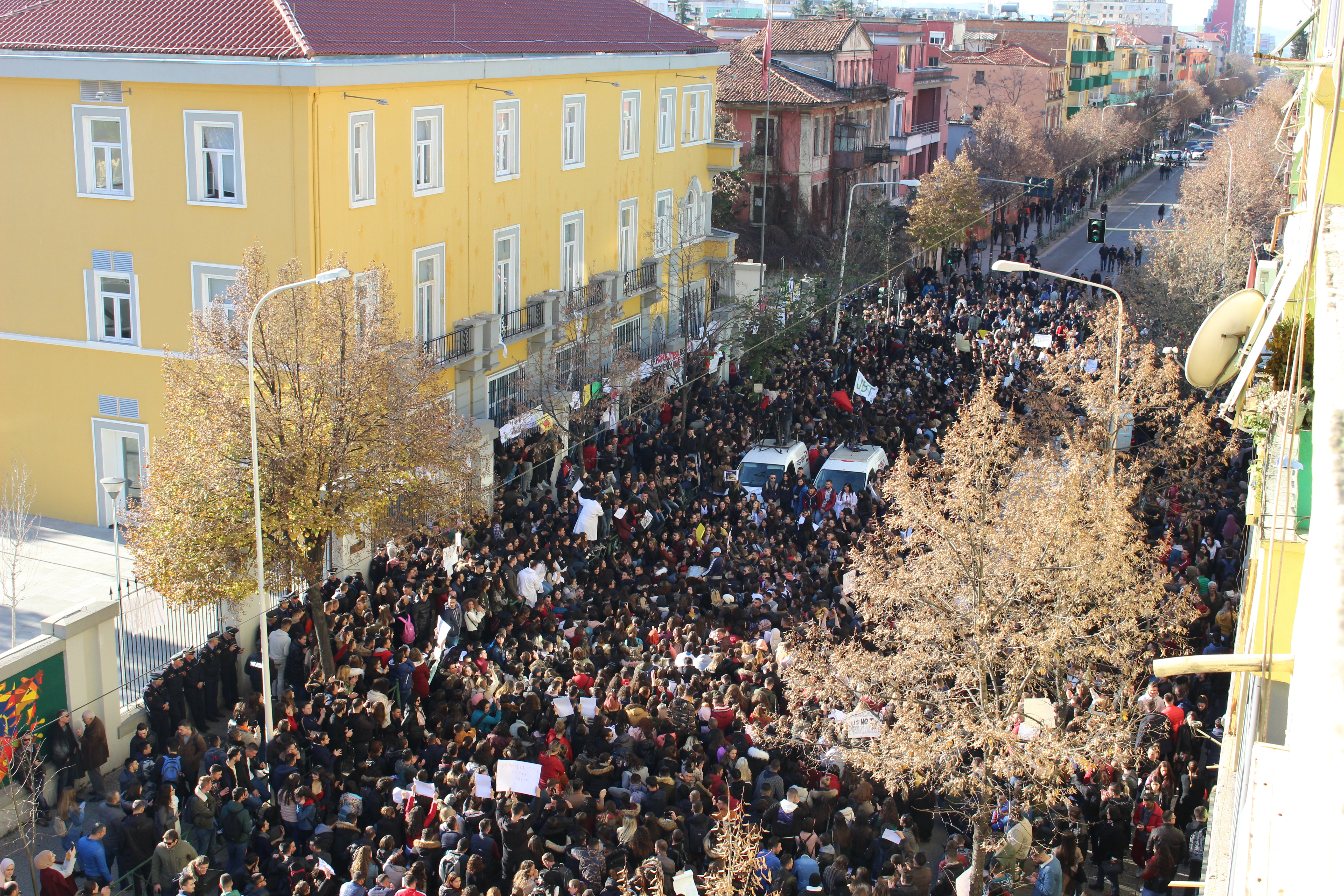
Manifestanti fuori il Ministero dell'Istruzione il 7 dicembre 2018

Le proteste sono iniziate il 4 dicembre da parte degli studenti di Urbanistica, Architettura e Ingegneria di Tirana e molti altri si sono uniti durante le successive giornate di protesta.
L'obiettivo della protesta era quello di fare pressione sul governo affinché approvasse e soddisfacesse le otto richieste proposte dal Consiglio studentesco albanese per ridurre l'alto costo dell'istruzione e migliorare il pessimo stato in cui si trovano i dormitori degli studenti. È stata definita la più grande protesta che il Paese abbia visto da anni.
Anche gli studenti delle università pubbliche di altre città come Durazzo, Elbasan e Coriza si sono uniti alle proteste studentesche iniziate a Tirana boicottando le lezioni e radunandosi per le strade.
La ministra dell'Educazione Lindita Nikolla ha dichiarato che il doppio pagamento per esami ripetuti sarebbe stato annullato, ma gli studenti hanno deciso di continuare le proteste per le altre loro richieste.
Dopo aver ripreso le proteste a gennaio gli studenti hanno deciso di continuare a boicottare la lezione e di occupare le loro facoltà, fino a quando le loro richieste non saranno soddisfatte. Il 9 gennaio gli studenti di due facoltà, la Facoltà di Giurisprudenza e la Facoltà di Economia, hanno passato la notte all'interno degli auditorium.  L'11 gennaio la polizia ha attaccato gli studenti della facoltà di Giurisprudenza e Economia.
La protesta è continuata diventando massiccia, coinvolgendo la maggior parte delle facoltà, sostenuta anche dai professori delle università pubbliche e da altri personaggi pubblici.
Gli studenti hanno chiesto l'abrogazione della legge per l'istruzione superiore, considerandola la principale fonte della maggior parte dei problemi che devono affrontare oggi. All'inizio, il Primo ministro ha offerto alcune concessioni riguardo all'abolizione delle tasse scolastiche per gli studenti eccellenti e quelli provenienti da famiglie in difficoltà e anche opportunità di lavoro nella pubblica amministrazione, che sono state immediatamente respinte. Secondo i manifestanti, non ha senso fare concessioni alternative invece di affrontare la causa alla radice.

## Rimpasto di governo
Il 28 dicembre Edi Rama ha sostituito sette dei suoi quattordici ministri, compreso il ministro dell'Istruzione, in risposta alle proteste che hanno messo in luce l'entità del malcontento popolare nei confronti del suo governo.
Rama ha convocato l'assemblea del suo partito e ha insistito sul fatto che i cambiamenti non siano "il risultato di fallimenti". Ha accusato una "debole opposizione" per molti problemi, ha definito i media "bidoni della spazzatura" per non aver visto il successo economico raggiunto dal suo governo e ha accusato i funzionari del suo stesso partito di aver creato quella che ha definito "una casta".

## Scandalo dei plagio
Uno dei motivi per cui gli studenti hanno continuato a protestare è stato anche l'enorme scandalo dei plagi che ha coinvolto molti personaggi pubblici, soprattutto politici e professori di università pubbliche. La denuncia dei casi di plagio è iniziata in ottobre, quando Taulant Muka, un giovane epidemiologo formatosi in Olanda, ha intrapreso una crociata contro i "falsi" dottorati di ricerca di molti politici e funzionari governativi.
Nonostante l'attenzione dei media per questo problema, che per anni era stato conosciuto in modo informale, solo un funzionario coinvolto è stato licenziato. Lo scandalo ha accusato anche il ministro dell'Istruzione di avere un voto medio di 5,8 su 10, che è davvero basso per gli studenti in Albania. Sono trapelate alcune copie del suo diploma di scuola superiore e non è stato preso alcun provvedimento.
Funzionari accusati di plagio:
- Ervin Demo - vice ministro dell'istruzione, dello sport e della gioventù (dimesso)[23]
- Blerina Gjylameti - parlamentare del Partito Socialista d'Albania
- Ogerta Manastirliu - ministro della salute e dell'assistenza sociale
- Mimi Kodheli - ex ministro della difesa e parlamentare
- Monika Kryemadhi - presidente del partito di opposizione Movimento Socialista per l'Integrazione
- Taulant Balla - parlamentare del Partito Socialista d'Albania
- Miranda Karçanaj - direttore dell'Agenzia nazionale per la società dell'informazione

## Risultati
Il governo, dopo il rimpasto di governo e aver annullato le leggi che aumentavano le tasse scolastiche per gli studenti che ripetevano gli esami, ha dimezzato le tasse scolastiche per l'anno accademico successivo e si è impegnato a valutare le prestazioni dell'insegnamento e imporre multe per il plagio. Alcuni dormitori sono stati ristrutturati, mentre molte richieste sono rimaste senza risposta.